# إدواردو فيليبيني
إدواردو فيليبيني (بالإسبانية: Eduardo Filippini)‏ هو لاعب كرة قدم باراغواياني وأرجنتيني، ولد في 5 يونيو 1983 في فورموزا في الأرجنتين. لعب مع نادي غواراني.

## وصلات خارجية
- إدواردو فيليبيني على موقع قاعدة بيانات كرة القدم.إي يو (الإنجليزية)
- إدواردو فيليبيني على موقع Soccerway.com (الإنجليزية)
- إدواردو فيليبيني على موقع AS.com (الإسبانية)